# Distrito de Akmenė
El distrito de Akmenė (lituano: Akmenės rajono savivaldybė) es un municipio-distrito lituano perteneciente a la provincia de Šiauliai.
En 2011 tenía 23 307 habitantes en un área de 844 km². La capital nominal es Akmenė, pero la sede administrativa municipal se ubica en la vecina ciudad de Naujoji Akmenė, que es la localidad más poblada del distrito-municipio.
Se ubica en el noroeste de la provincia y es fronterizo al norte con Letonia.

## Subdivisiones
Se divide en seis seniūnijos (entre paréntesis la localidad principal):
- Seniūnija de Akmenė (Akmenė)
- Seniūnija de Kruopiai (Kruopiai)
- Seniūnija de Naujoji Akmenė (Naujoji Akmenė)
- Naujoji Akmenė (seniūnija formada por la capital municipal)
- Seniūnija de Papilė (Papilė)
- Seniūnija de Venta (Venta)